# Pulsarella komakimonos
Pulsarella komakimonos is een slakkensoort uit de familie van de Borsoniidae. De wetenschappelijke naam van de soort is voor het eerst geldig gepubliceerd in 1935 door Otuka.